# Barfiliya
Barfiliya (en árabe: برفيلية‎), en ocasiones escrita Barfilyya, fue una localidad palestina despoblada y posteriormente destruida por las tropas israelíes durante la guerra árabe-israelí de 1948. A unos 10,5 kilómetros al este de Ramle, estaba emplazada sobre una colina artificial en la que, tras diversas excavaciones llevadas a cabo por arqueólogos israelíes en 1995, se encontraron artefactos que datan del neolítico precerámico A (alrededor de 9.500-8.000 A.C). 

## Geografía
Barfiliya se encontraba en el Uadi Jaar junto con los pueblos de Annabeh, Al-Burj, y Bir Main. Una importante carretera entre Jerusalén y Jaffa pasaba a través de Barfiliya y Lydda, después de atravesar el Valle de Ajalón y los caminos de Beth Horon.

## Historia
Durante el dominio del Imperio Romano en Palestina se construyó una carretera para conectar Lydda con Jerusalén. Esta carretera atravesaba Barfiliya y otras localidades vecinas como Beit Liqya, Biddu y Beit Iksa.
Los cruzados denominaron a Barfiliya por el nombre de Porfylia o Porphiria. En la época en la que estuvo bajo control de los cruzados,  Barfiliya fue una de las cinco localidades que constituían la diócesis de Lydda. En noviembre de 1136 pasó a pertenecer al prior y a los canónigos de la basílica del Santo Sepulcro. Entre los años 1170 y 1171, el obispo local concedió permiso para construir una iglesia en la localidad, aunque se desconoce si finalmente se llevó a cabo dicha obra. El dominio cruzado sobre la mayor parte de Palestina tocó a su fin tras la victoria de Saladino en la Batalla de los Cuernos de Hattin, en 1187.   

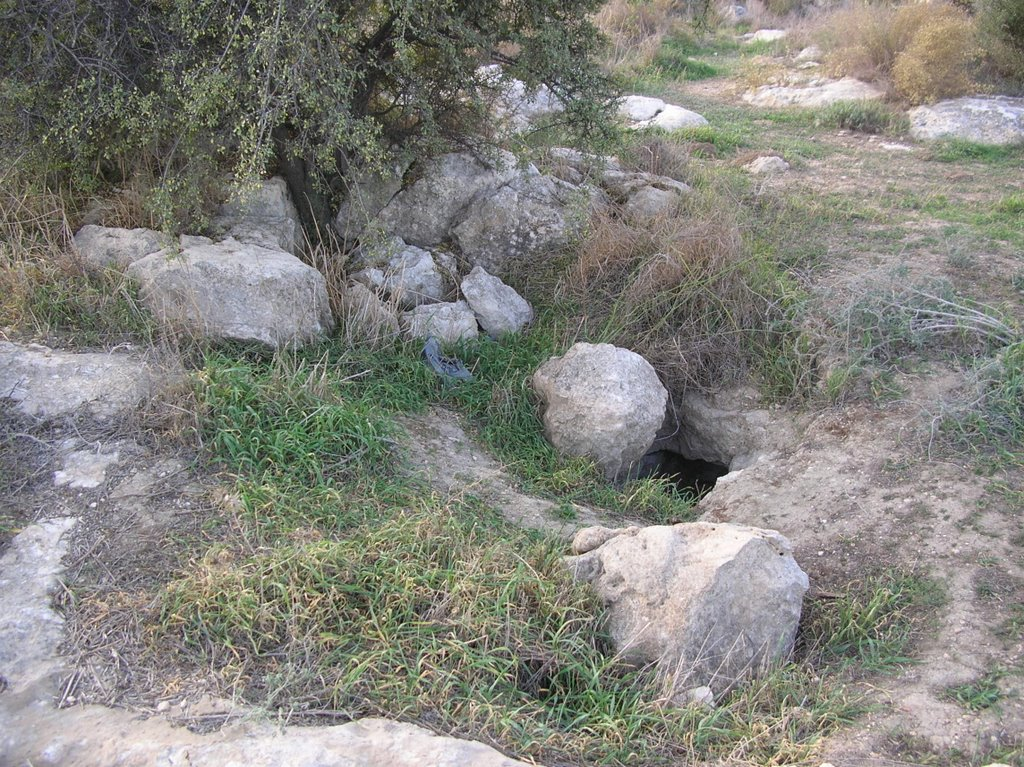
Ruinas del pueblo en la actualidad.

### Época otomana
Barfiliya, como el resto de Palestina, estuvo gobernada por el Imperio Otomano entre 1517 y 1918. En 1596, la localidad era parte de la nahiya (subdistrito) de al-Ramla, en el liwa' (distrito) de Gaza. Tenía una población de 8 hogares y aproximadamente 44 habitantes, todos ellos musulmanes. Sus habitantes pagaban una tasa fija de impuestos del 25% sobre productos agrícolas, incluidos el trigo, la cebada, el sésamo y la fruta, así como sobre cabras, colmenas, viñas e ingresos ocasionales. La recaudación local ascendía a un total de 6.000 akçe.
En 1838, Barfiliya aparecía registrada como Burfilia, una localidad musulmana en la zona de Ibn Humar, en el distrito de Er-Ramleh.  En 1863, el explorador francés Victor Guérin calculó que el pueblo debía tener unos 150 habitantes.
Un listado oficial de pueblos otomanos de cerca del año 1870 mostraba que Berfilija tenía 28 hogares y una población de 175 habitantes, aunque el recuento de población incluía tan solo a los hombres. A finales del siglo XIX, Barfiliya fue descrita como una pequeña aldea situado sobre una ladera, a unos 610 metros por encima de un valle. Sus habitantes cultivaban olivas.
Durante la Campaña del Sinaí y Palestina de la Primera Guerra Mundial, en los días previos a la Batalla de El Burj, las Brigadas de Caballería Ligera australianas dirigidas por el Mayor-General Hodgson alcanzaron Barfiliya entre el 28 y el 29 de noviembre de 1917 en un esfuerzo de aliviar la presión que las tropas turcas y alemanas estaban ejerciendo sobre los distintos cuerpos de la Commonwealth.

### Mandato británico de Palestina
A la conclusión de la guerra, el Imperio Otomano fue dividido entre las potencias vencedoras. En Palestina, la Sociedad de Naciones acordó el establecimiento de un Mandato británico. En un censo llevado a cabo en 1922 por las autoridades del Mandato, Barfilia tenía una población de 411 habitantes, todos ellos musulmanes, que había aumentado en el censo de 1931 hasta los 544 habitantes, aún todos ellos musulmanes, que habitaban un total de 132 viviendas.
Según un estudio oficial de tierra y población realizado por las autoridades del Mandato británico de Palestina en 1945, Barfiliya se extendía sobre una superficie total de 7.134 dunams (7,134 km²), y su población era enteramente musulmana. Un gran porcentaje de sus habitantes eran peones agrarios en campos de cereales. Sin embargo, una pequeña parte de su superficie estaba dedicada a regadíos y plantaciones, así como al cultivo de olivos.
Unos 17 dunams estaban catalogados de terreno urbano.

### Guerra árabe-israelí de 1948
Durante la guerra árabe-israelí de 1948, Barfiliya se convirtió brevemente en destino de los refugiados palestinos que habían sido expulsados por el ejército israelí de Lydda. Un superviviente de la marcha de la muerte de Lydda, Haj Asad Hassouneh, denunció que cuando los judíos llegaron a Lydda en julio de 1948, agruparon a sus habitantes y les dijeron "Id a Barfiliya", donde la Legión Árabe todavía estaba estacionada. Sólo uno o dos de ellos sabían dónde estaba Barfiliya, y aunque la distancia podía recorrerse en condiciones normales en aproximadamente 4 horas, las decenas de miles de refugiados, incluidos hombres, mujeres, niños, ancianos y enfermos, entre otros, tardaron tres días en hacer el viaje. En pleno verano en Palestina, con un clima seco y caluroso, sin apenas provisiones, muchos murieron de sed a lo largo de la marcha.
La propia Barfiliya fue despoblada tras un ataque de las fuerzas israelíes el 14 de julio de 1948. La localidad fue capturada, junto con otras aldeas de la zona norte del enclave de Latrún, por la 8ª Brigada Blindada y por miembros de la Brigada Kiryati. El 13 de septiembre de 1948, David Ben-Gurion, primer ministro israelí, exigió la destrucción de Barfiliya y de otros pueblos palestinos cuyos habitantes habían huido o habían sido expulsados. Los 58 pueblos palestinos de la parte del distrito de al-Ramla que quedó del lado israelí fueron despoblados por el ejército israelí en 1948, y todos los mencionados en el memorando de Ben-Gurion fueron destruidos parcial o totalmente.

## Arqueología
El pueblo de Barfiliya se encontraba sobre un tell o colina artificial y estaba considerada como una de las posibles localizaciones de la bíblica Be'eroth (las otras posibilidades eran Daniyal o Simzu). Desde 1995, Shimon Gibson y Egon Lass han llevado a cabo excavaciones en los cerros de Modi'in en parcelas de terreno que pertenecen a "uno de los asentamientos antiguos más importantes de la región," ubicado por Gibson en "Khirbet el-Burj (Titura), Bir Ma'en (Re'ut) y Barfiliya." Los restos arqueológicos de antiguas actividades humanas son clasificados y numerados. Las excavaciones han identificado hasta la fecha "edificios agrarios, torres, cisternas, rediles de ganado, restos de sílex del neolítico precerámico A, carreteras, terrazas, fronteras de piedra, montones de piedras apiladas, suelos de trillos, cuevas, tumbas, prensas de vino, marcas de copas, canteras de piedra, hornos de cal y hornillos de carbón vegetal."